# Kapela sv. Josipa Radnika u Buzinu
Kapela svetog Josipa radnika katolička je kapela koja se nalazi u zagrebačkoj četvrti Novi Zagreb - zapad u naselju Buzin. Građena je od 1985. do 1992. godine. 

## Galerija
- Pogled na kapelu s ulice
- Kip Majke Božje ispred ulaza